# اینوزیتول
اینوزیتول یا اینُزیتُل (به انگلیسی: Inositol) یک هگزاهیدروکسی سیکلو هگزان با شناسه پاب‌کم ۸۹۲ و جرم مولی آن ۱۸۰٫۱۶ g/mol می‌باشد، توجه شود که اینوزیتول محصول احیای قندها نبوده وآلدیتول (الکل قند) نیست.
اینوزیتول در داخل بدن ساخته می‌گردد. اینوزیتول با کولین به متابولیسم چربی‌ها کمک می‌کنند. منابع آن عبارتند از: دل و جگر گاو، گندم، سویا، تخم مرغ، آجیل و مرکبات.